# Voivodia de Kiev
A voivodia de Kiev ou Quieve (em polonês/polaco: Województwo kijowskie) foi uma unidade da divisão administrativa e governo local do Grão-Ducado da Lituânia de 1471 até 1569 e do Reino da Polônia de 1569 até 1793/1795, parte da Małopolska. Sob o reinado de Casimiro Jaguelão, ela foi substituída pelo antigo Ducado de Kiev, governado pelos duques de Olelkovich, herdeiros de Algirdas. O primeiro centro administrativo foi Kiev. Contudo Kiev foi dada à Rússia Imperial em 1667 pelo Tratado de Andrusovo de maneira que sua capital mudou-se para Żytomierz. Atualmente a região pertence à Ucrânia.

## Governo municipal
Sede do governo da voivodia (wojewoda):
- Berdychiv

Conselho regional (sejmik generalny) para todas as terras da Rutênia:
- Sądowa Wisznia

Sedes do Conselho regional (sejmik poselski i deputacki):
- Kiev
- Owrócz
- Żytomierz

## Divisão administrativa
- Condado de Quieve (powiat kijowski),  Quieve
- Condado de Owrócz (powiat owrócki), Owrócz
- Condado de Żytomierz (powiat żytomierski),  Żytomierz

Voivodas:
- Martynas Goštautas (1471-1475)
- Konstanty Wasyl Ostrogski (desde 1559)
- Tomasz Zamoyski (desde 1619)
- Janusz Tyszkiewicz Łohojski (1630-1649)
- Adam Kisiel (1649-1653)
- Stanisław "Rewera" Potocki (desde 1655)
- Jan "Sobiepan" Zamoyski (desde 1658)
- Andrzej Potocki (desde 1668)
- Jerzy Trubecki (desde 1673)
- Józef Potocki (desde 1702)
- Stanisław Lubomirski (desde 1772)

## Voivodias e regiões vizinhas
- Voivodia de Bracław
- Voivodia de Podole
- Voivodia de Brześć Litewski
- Voivodia de Mińsk
- Voivodia de Czernihów
- Moscóvia
- Canato da Crimeia
- Jedysan